# 南关街道 (张家口市)
南关街道，是中华人民共和国河北省张家口宣化区下辖的一个乡镇级行政单位。

## 行政区划
南关街道下辖以下地区：
造纸厂社区、顺城街社区、桥北社区、新兴街社区、车站社区、演武厅社区和东土关社区。